# Manden der vidste for meget (film fra 1956)
Manden der vidste for meget (originaltitel: The Man Who Knew Too Much) er en amerikansk spændingsfilm fra 1956, produceret og instrueret af Alfred Hitchcock. Den er en genindspilning af Hitchcocks film af samme navn fra 1934. Manuskriptet er skrevet af John Michael Hayes efter en historie af Charles Bennett og Wyndham Lewis.
Filmen vandt en oscar for bedste musik. Sangen Whatever Will Be, Will Be (Que Sera, Sera) af Jan Livingston og Ray Evans blev sunget flere gange i filmen af Doris Day og toppede hitlisterne i USA og England.

## Handling
Under en ferierejse i Marokko bliver Ben og Jo indblandet i en sammensværgelse hvor opgaven er et attentat på en politisk leder. Deres lille søn bliver kidnappet, for at tvinge Ben til ikke at videregive oplysninger han er kommet i besiddelse af. Eftersøgningen af deres søn bringer de fortvivlede forældre til London, hvor drengen holdes som gidsel. Klimaks finder sted i Royal Albert Hall, hvor attentatet forsøges udført.

## Medvirkende
- James Stewart, spiller Ben McKenna
- Doris Day, spiller Jo McKenna
- Daniel Gelin, spiller Louis Bernard
- Brenta de Banzie, spiller mrs. Drayton
- Bernard Miles, spiller Mr. Drayton
- Mogens Wieth, spiller ambassadøren
- Reggie Nalder, spiller lejemorder